# Ауд-Алблас
Ауд-Алблас (нід. Oud-Alblas) — село в нідерландській провінції Південна Голландія. Входить до муніципалітету Моленланден.
Його площа становить 13,1 км², а населення станом на 2008 рік складало 2180 осіб.
До 1986 року мало статус окремого муніципалітету.

## Галерея

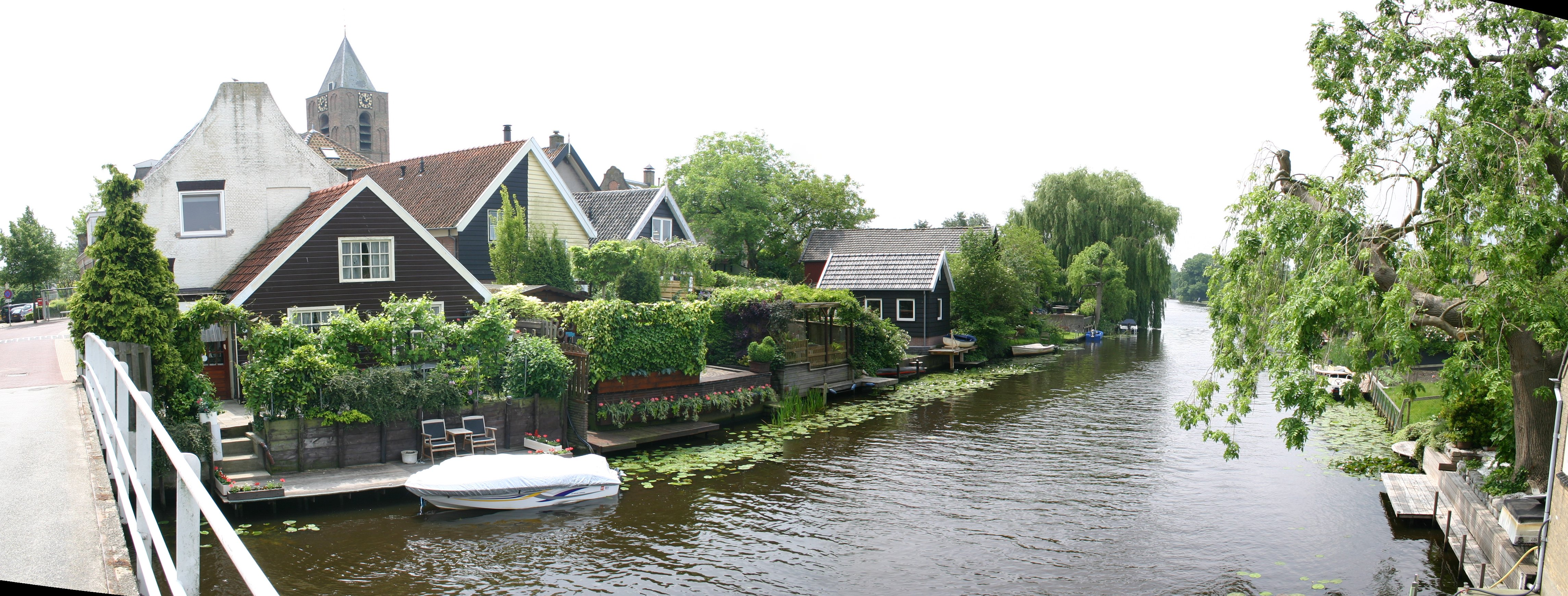
Річка Алблас в Ауд-Албласі
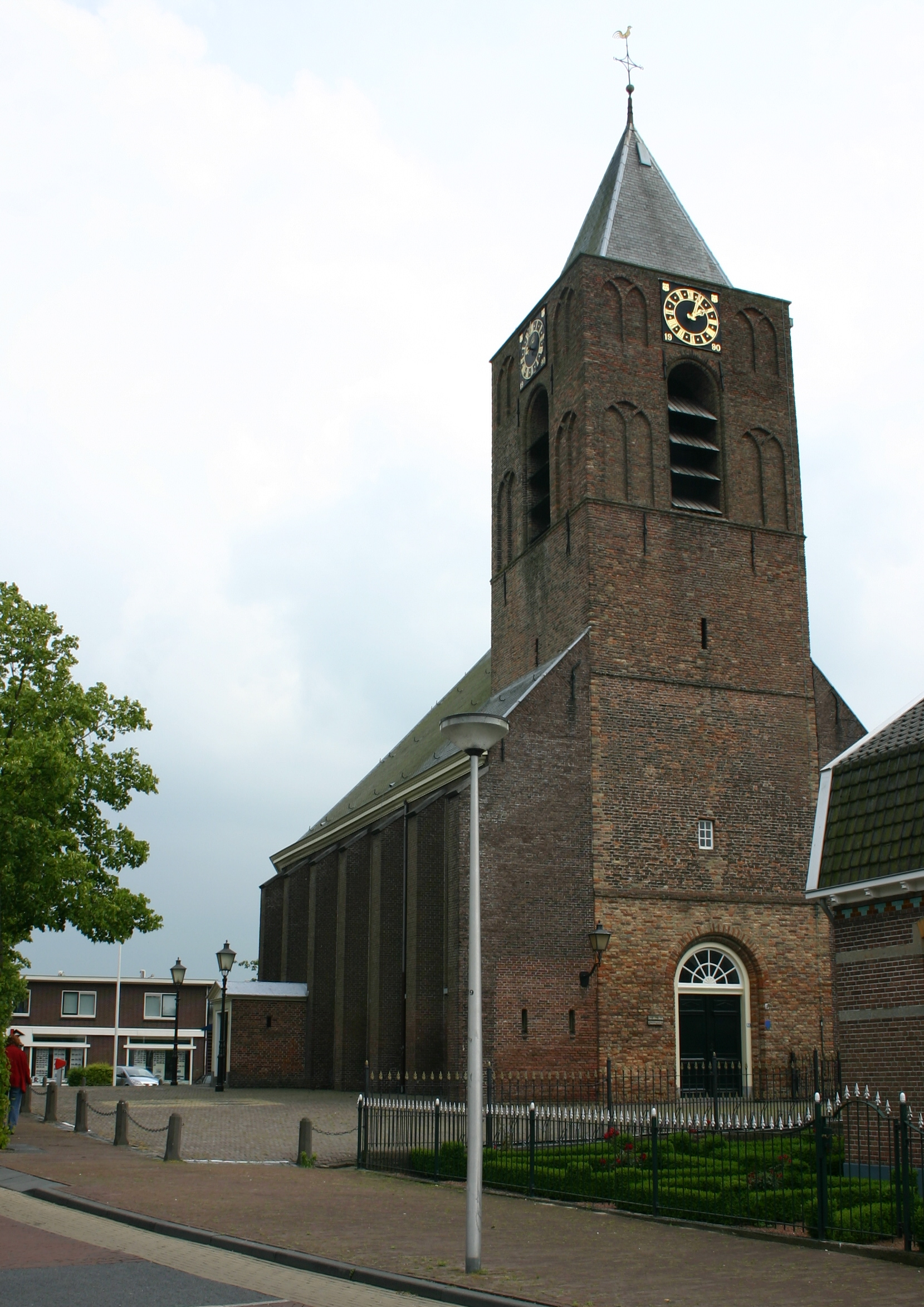
Церква у селі